# Kalimotxo
Kalimotxo er en alkoholisk drik lavet af cola og rødvin. I dele af Danmark kaldes denne drink også for 'vangria' på grund af dens mere mundrette udtale og sammenligning med sangria. Drinken er særligt populær i Spanien og især i Baskerlandet, hvilket forklarer den tidligere nævnte sammenligning med sangria.
I dele af Sønderjylland og på Als går drinken under navnet 'vinicola'. Drinken består af lige dele rødvin og cola.
| Mad og drikke | Spire Denne artikel om mad og drikke er en spire som bør udbygges. Du er velkommen til at hjælpe Wikipedia ved at udvide den. |

|  | Denne artikel om mad eller drikke kan blive bedre, hvis der indsættes et (bedre) billede. Du kan hjælpe ved at afsøge Wikimedia Commons for et passende billede eller lægge et op på Wikimedia Commons med en af de tilladte licenser og indsætte det i artiklen. |